# Gianni Minervini (producteur)

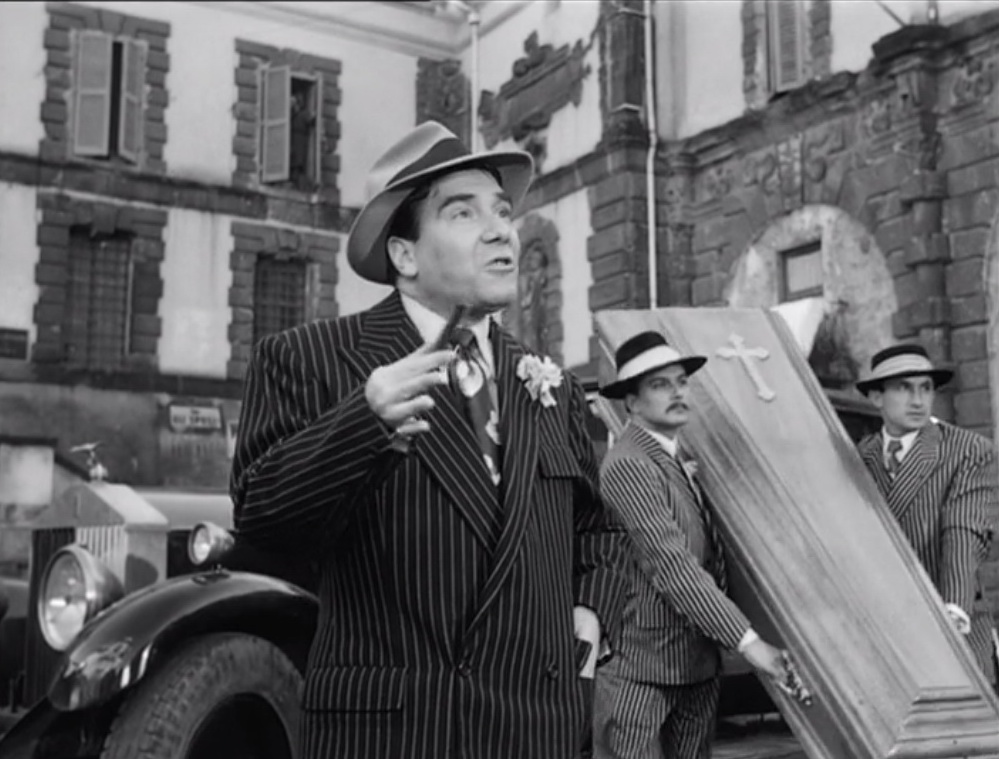
Gianni Minervini

Gianni Minervini (né à Naples le 26 octobre 1928  et mort à Rome le 4 février 2020) est un acteur et un producteur italien de télévision et de cinéma.

## Biographie
Né à Naples, Gianni Minervini est le fils du journaliste Roberto. Il a fait ses débuts en tant que producteur en 1976, lorsqu'il a co-fondé avec les frères Antonio et Pupi Avati la société de production AMA Film. Les frères Avati ont quitté l'entreprise à la fin de 1983, laissant le seul Minervini à la tête de l'entreprise,.
Gianni Minervini a remporté trois prix David di Donatello du meilleur producteur, en 1982, 1984 et 1990  Il a également remporté un Nastro d'Argento en 1984 pour la production de Où est Picone? .
Gianni Minervini est mort à Rome à l'hôpital Fatebenefratelli de l'île Tibérine le 4 février 2020.

## Filmographie partielle
- 1960 : Totò, Fabrizi e i giovani d'oggi
- 1976 : La Maison aux fenêtres qui rient (La Casa dalle finestre che ridono) de Pupi Avati.
- 1977 : Berlinguer ti voglio bene de Giuseppe Bertolucci
- 1979 : L'Étrange Visite (Le strelle nel fosso) de Pupi Avati
- 1980 : Baiser macabre  ( Macabro) de Lamberto Bava.
- 1981 : Aiutami a sognare de Pupi Avati.
- 1983 : Zeder
- 1983 : La Balade inoubliable (Una gita scolastica) de Pupi Avati
- 1984 : Mi manda Picone de Nanni Loy.
- 1986 : Bordella de Pupi Avati.
- 1989 : Marrakech Express
- 1991 : Mediterraneo